# Pic de Soulanet
Pic de Soulanet – szczyt górski w Pirenejach Wschodnich. Administracyjnie położony jest na granicy Andory (parafia Ordino) z Francją (departament Ariège). Wznosi się na wysokość 2584 m n.p.m.
Na północny wschód od Pic de Soulanet usytuowany jest szczyt Thoumasset (2741 m n.p.m.), na południowy wschód Pic du Sal (2743 m n.p.m.), natomiast na północ położony jest Pic du Port de Siguer (2638 m n.p.m.). Na zachód od szczytu znajduje się jezioro Étang de Soulanet.